# Miloš Čermák
Miloš Čermák (* 1. srpna 1968 Praha) je český novinář, komentátor, spisovatel a stand-up komik.

## Život
Vystudoval kybernetiku na elektrotechnické fakultě ČVUT. V roce 1988 se jako dobrovolník zúčastnil experimentu Štola 88 simulující let k Marsu.
Profesně se zaměřuje zejména na technologické novinky a trendy, internet, média, ale věnuje se i kultuře, politice a dalším tématům. Působil v Lidových novinách (šéfkomentátor 2003–2005) a časopise Reflex (redaktor 1992–2003). Je spoluautorem postmoderního komiksu Hana a Hana. Pro Českou televizi připravoval např. pořady Zavináč, Bez obalu, Letem světem. Od roku 2001 je na částečný pracovní úvazek členem katedry žurnalistiky FSV UK. Od 1. června 2019 je externím spolupracovníkem Seznam.cz a působí jako komentátor serveru Seznam Zprávy. Působí také jako konzultant, je spolumajitelem firmy NextBig.cz. Do února 2019 byl šéfredaktorem serveru iHNed.cz.
Společně s Luďkem Staňkem tvoří komickou dvojici Čermák Staněk; natáčí spolu podcast Čermák Staněk Comedy Podcast a veřejně spolu vystupují na stand-upech a ve Werichově vile, kde svá vystoupení zkoušejí před menším publikem.
V roce 2010 získal 1. místo v kategorii Osobnost roku v anketě Křišťálová Lupa.
Jeho manželkou je Senta Čermáková, kterou si vzal dne 6. 9.1992 na Vyšehradě. Mají dvě děti, Vavřince (1994) a Jolanu (1996).

## Tvorba

### Knihy
- Alza: Příběh firmy, která si do toho nenechala mluvit (BizBooks, 2022, spolu s Michalem Rybkou)
- Přišel Bůh do kavárny v Karlíně... (XYZ, 2018, spolu s Luďkem Staňkem)
- Valčík na přivítanou a dalších třiatřicet povídek (2015)
- Muži, co zírají na ženy (a dalších 33 povídek z fleku) (2014)
- Lovestory ve výtahu (a dalších 77 povídek z fleku) (XYZ, 2013)
- Krutopřísné povídky – "Lži "o českých politicích (Mladá Fronta, 2010)
- Nikomu to neříkejte (rozšířené, 2. vydání, Extra Média, 2007)
- Hana a Hana: Wow! (Extra Média, 2008)
- Nikomu to neříkejte (Vydáno vlastním nákladem – Lulu.com, 2007)
- Hana a Hana : ty kráso (BB/art, 2007)
- Kdyby sólokapři měli křídla, aneb, Proč nás novináře nikdo nemá rád (Nakladatelství Lidové noviny, 2006)
- Nemachruj, ta holka je nakreslená!, aneb, Únos z komiksu Hana a Hana (BB/art, 2006)
- Hana a Hana : ty vogo (BB/art, 2005)
- Hana a Hana : ty jo (BB/art, 2004)
- 100 (dalších) tipů pro pozoruhodný Internet (Academia, 2001)
- Jak se skáče na špek (Academia, 2001)
- 100 fíglů a tipů pro Internet (Academia, 2001)
- Internet snadno a rychle (Atlas.cz, 2001)
- Souběžný portrét : Václav Klaus, Miloš Zeman (První Nakladatelství Knihcentrum, 1998)
- Klaus je mrtev, ať žije Klaus : pohled do zákulisí vysoké politiky (Duel, 1997)
- Nanebevzetí Karla Kryla (Academia, 1997, ISBN 8020006613)
- Pravděpodobné vzdálenosti: Rozhovor s Jaroslavem Hutkou (Academia, 1999)
- Jak chutnají peníze : (nenápadný půvab českých milionářů) (Exact Publishing, 1995)
- Půlkacíř: Rozhovor s Karlem Krylem (Academia, 1993, ISBN 978-80-7335-194-6)
- Povolání: Děvka (Rozmluvy, 1992)
- Klec na policajta (Rozmluvy, 1991)

### Audioknihy
- Lovestory ve výtahu (a dalších 77 povídek z fleku), načetl Miloš Čermák (Publixing, 2013)
- Muži, kteří zírají na ženy (a dalších 33 povídek z fleku), načetl Miloš Čermák (OneHotBook, 2015)
- Valčík na přivítanou (Povídky z fleku 3), načetl Miloš Čermák (OneHotBook, 2015)